# Lezay
Lezay es una población y comuna francesa, ubicada en la región de Poitou-Charentes, departamento de Deux-Sèvres, en el distrito de Niort y cantón de Lezay.

## Demografía
| 2144 | 2132 | 2122 | 2146 | 2295 | 2093 |
| Para los censos de 1962 a 1999 la población legal corresponde a la población sin duplicidades (Fuente: INSEE [Consultar]) |      |      |      |      |      |

## Localidades hermanadas
- Albelda de Iregua, La Rioja, España.
- Jarandilla de la Vera, Cáceres, España.
- Barver, Baja Sajonia, Alemania.